# 近貞月乃
近貞 月乃（ちかさだ つきの、2004年7月11日 - ）は、日本の女優（元子役）、声優。神奈川県出身。オフィスアネモネ所属。
姉は女優の朝倉ふゆな。

## 出演
太字は主役・メイン

### テレビドラマ
- 美しい隣人（2011年、関西テレビ）

### テレビアニメ
- がんばれ! ルルロロ TINY★TWIN★BEARS（2013年 - 2016年、ロロ）
- マジカパーティ（2022年2月27日）[1]
- おにぱん!（2022年、緑園緑、のりりんファン女、女子、少女、子供、女子生徒）
- 彼女が公爵邸に行った理由（2023年、ローズマリー・マクミラン）
- 王様ランキング 勇気の宝箱（2023年、少女、姉）
- しまじろうのわお!（2024年、黄ダルマ）

### ゲーム
- サンローラン騎士団（2023年、サニー[2]）
- ONE.（2023、折原みさお）
- 逆転オセロニア（2024年、アンジェリーク）

### 吹き替え
- 死霊館のシスター 呪いの秘密（2024年、オールリー[3]）

### その他のテレビ番組
- シャキーン!（2015年・2016年、NHK Eテレ）
- ドラえもん（2015年、テレビ朝日） - エンディングテーマ「ウンタカダンス」のダンサー

### 舞台
- ミュージカル「オリバーツイスト」（2010年） - ダンサー 役、他
- 丸美屋食品ミュージカル「アニー」（2011年） - モリー 役
- 電劇ミュージカル「ゴール」（2010年） - 子犬 役、他
- くまのがっこうチャリティミュージカル ジャッキー! あなたのたからものはなんですか?（2012年） - 主演・ジャッキー 役
- 帝国劇場「レ・ミゼラブル」（2013年） - リトルコゼット / リトルエポニーヌ 役
- くまのがっこうチャリティミュージカル ジャッキー! あなたのたからものはなんですか?（2013年） - ゲスト出演
- いっしょにうたおう!ルルロロコンサート - ロロ 役（声の出演）
- でんぱ組.inc「でんぱーりーナイトdeパーリー」（2015年、国立代々木第一体育館） - バックダンサー
- ミュージカル「マリアと緑のプリンセス」（2015年） - ドロシー 役
- ミュージカル「LADYBIRD,LADYBIRD」（2015年） - イッチ 役[4]
- ホリプロ ミュージカル「ビリー・エリオット」（2017年） - バレエガールズ 役

### CM
- キリンビバレッジ 小岩井ブランド「ルルロロのくだものたんけんたい」（2018年） - ロロ 役
  - 「ルルロロのおへんじ」篇
  - 「ルルロロのみずあそび」篇
  - 「ルルロロのごろごろ」篇
  - 「ルルロロのおいかけっこ」篇
  - 「ルルロロのかんぱーい」篇
  - 「あそべる」篇
  - 「あたる」篇

### CD
- 「ジャッキーのしあわせ」読み聞かせ&オリジナルソングベスト（2017年）KICG-8369

### その他
- NTTドコモ 待ちキャラ「がんばれ!ルルロロ」キャラボイス
- シュガシュガルーン 連載20周年記念短編映像「SUGAR SUGAR RUNE Les deux sorcieres」（バニラ・ミュー）